# Бои в Бейт-Хануне
Бои в Бейт-Хануне (ивр. קרב בית חאנון‎, араб. معركة بيت حانون‎) — боевые действия в городе Бейт-Ханун между Армией обороны Израиля (ЦАХАЛ) и палестинскими группировками, начавшиеся 27 октября 2023 года во время наземной операции ЦАХАЛ в секторе Газа.

## Ход боевых действий
27 октября ХАМАС заявил, что его военное крыло бригады «Изз ад-Дин аль-Кассам» противостоит израильским силам в Бейт-Хануне, в Северной Газе, причём между ними происходят «жестокие бои». Палестинские источники заявили, что ночью войска ЦАХАЛ совершили «очень ограниченное вторжение» на окраину Бейт-Хануна. В тот же день ХАМАС заявил, что они «предотвратили наземное вторжение Израиля в Бейт-Ханун».
31 октября израильские силы заявили, что выдвинулись на окраину Бейт-Хануна для проведения операций по зачистке в попытке осадить город Газа.
1 ноября ХАМАС заявил, что уничтожил несколько израильских танков и бронетехники, в том числе как минимум четыре израильских танка «Меркава», используя противотанковое оружие «Ясин-105» в Бейт-Хануне. Бригады «Изз ад-Дин аль-Кассам» также заявили, что разбомбили скопление солдат ЦАХАЛ возле Бейт-Хануна с помощью дрона-квадрокоптера. На следующий день пропалестинские источники сообщили, что израильские силы продвигаются с востока и юга в рамках усилий по окружению и продвижению в Бейт-Ханун.
4 ноября ЦАХАЛ продолжил наступление на Бейт-Ханун. Столкновения произошли на улице Аль-Харамейн, главной улице города с севера на юг. Бригады «Изз ад-Дин аль-Кассам» опубликовали кадры, на которых их боевики маневрируют через систему туннелей в Бейт-Хануне и атакуют израильские силы с использованием различного оружия.
11 ноября ЦАХАЛ объявил, что четыре израильских солдата были убиты в заминированном туннеле в Бейт-Хануне, а ещё один был убит в боях на севере. ЦАХАЛ заявил, что продвинулся за пределы города 12 ноября или ранее, и опубликовал видео, на котором видно, как бригада ЦАХАЛ «Харель» действует к югу от Бейт-Хануна. Боевики ХАМАС продолжают атаковать ЦАХАЛ в Бейт-Хануне за пределами передовой линии наступления ЦАХАЛ. Бригады «Изз ад-Дин аль-Кассам» заявили, что они привели в действие противопехотное самодельное взрывное устройство, нацеленное на силы ЦАХАЛ, укрывшиеся в одном из домов Бейт-Хануна.
15 ноября ХАМАС объявил, что он уничтожил четыре израильские машины ракетами «Ясин-105» в Бейт-Хануне.